# Sporting Club Lecce 1922-1923
Questa pagina raccoglie i dati riguardanti lo Sporting Club Lecce nelle competizioni ufficiali della stagione 1922-1923.

## Divise
| Casa |

## Rosa
| N. |                      | Ruolo | Calciatore               |
| -- | -------------------- | ----- | ------------------------ |
|    | Italia (bandiera)    | P     | Meo Oreste               |
|    | Italia (bandiera)    | D     | Bardi                    |
|    | Italia (bandiera)    | D     | Giorgino                 |
|    | Italia (bandiera)    | C     | Marzano                  |
|    | Italia (bandiera)    | C     | Giovanni Cito (capitano) |
|    | Italia (bandiera)    | C     | Rella                    |
|    | Italia (bandiera)    | A     | Riccardo Tana            |
|    | Italia (bandiera)    | A     | Colucci                  |
|    | Rep. Ceca (bandiera) | A     | Schiller                 |

| N. |                   | Ruolo | Calciatore         |
| -- | ----------------- | ----- | ------------------ |
|    | Italia (bandiera) | A     | Coppini            |
|    | Italia (bandiera) | A     | Domenico Locatelli |
|    | Italia (bandiera) |       | Borsi              |
|    | Italia (bandiera) |       | De Benedetto       |
|    | Italia (bandiera) |       | Lemmo              |
|    | Italia (bandiera) |       | Marsica            |
|    | Italia (bandiera) |       | Masco              |
|    | Italia (bandiera) |       | Pierri             |
|    | Italia (bandiera) |       | Rota               |

## Risultati

### Prima Divisione

#### Girone pugliese

##### Girone di andata
| Arbitro: | Favati (Pisa) |

|                                                  |           |          |
| Palmisano 4’, 34’ Santamaria 21’, 81’ Talamo 26’ | Marcatori | 63’ Tana |

| Arbitro: | Palagiano (Taranto) |

|                      |           |                                                              |
| Schiller 3’ Tana 69’ | Marcatori | 50’ Solfrizzi 56’ Frangipane 67’ Guidobaldi II 73’ Ugenti IV |

| Arbitro: | Barra (Napoli) |

|                      |           |  |
| Mastroserio 65’, 77’ | Marcatori |  |

| Arbitro: | Ascarelli (Taranto) |

|                      |           |                            |
| Tana 40’ Coppini 60’ | Marcatori | 25’ Passiatore 43’ Manzoni |

##### Girone di ritorno
| Arbitro: | Torro (Taranto) |

|             |           |                                             |
| Coppini 85’ | Marcatori | 20’, 50’ Palmisano 60’ Bensi 70’ Santamaria |

| Arbitro: | Baldelli |

|                                                          |           |  |
| Frangipane 2’, ?’, ?’ Solfrizzi Guidobaldi II ?’, ?’, ?’ | Marcatori |  |

| Arbitro: | Ascanelli (Taranto) |

|              |           |                                           |
| Schiller 87’ | Marcatori | Vescina Mastroserio Curatolo Guidobaldi I |

| Arbitro: | Tiberini |

|                                                     |           |  |
| Carrano I ?’ Giorgini ?’ (aut.) Gallo ?’ Manzoni ?’ | Marcatori |  |

## Statistiche

### Statistiche di squadra
| Competizione    | Punti | In casa | In casa | In casa | In casa | In casa | In casa | In trasferta | In trasferta | In trasferta | In trasferta | In trasferta | In trasferta | Totale | Totale | Totale | Totale | Totale | Totale | DR  |
| Competizione    | Punti | G       | V       | N       | P       | Gf      | Gs      | G            | V            | N            | P            | Gf           | Gs           | G      | V      | N      | P      | Gf     | Gs     | DR  |
| --------------- | ----- | ------- | ------- | ------- | ------- | ------- | ------- | ------------ | ------------ | ------------ | ------------ | ------------ | ------------ | ------ | ------ | ------ | ------ | ------ | ------ | --- |
| Prima Divisione | 1     | 4       | 0       | 1       | 3       | 6       | 14      | 4            | 0            | 0            | 4            | 1            | 18           | 8      | 0      | 1      | 7      | 7      | 32     | -25 |

### Statistiche dei giocatori
| Giocatore    | Prima Divisione | Prima Divisione |
| Giocatore    | Presenze        | Reti            |
| ------------ | --------------- | --------------- |
| Bardi        | 6               | 0               |
| Borsi        | 1               | 0               |
| Cito         | 8               | 0               |
| Colucci      | 8               | 0               |
| Coppini      | 7               | 2               |
| De Benedetto | 2               | 0               |
| Giorgino     | 7               | 0               |
| Lemmo        | 1               | 0               |
| D. Locatelli | 8               | 0               |
| Marsica      | 1               | 0               |
| Marzano      | 4               | 0               |
| Masco        | 1               | 0               |
| Meo          | 8               | -32             |
| Pierri       | 1               | 0               |
| Rella        | 4               | 0               |
| Rota         | 1               | 0               |
| Schiller     | 8               | 2               |
| R. Tana      | 8               | 3               |